# Dankó György
Dankó György (Budapest, 1906. – 1981. november 12.) magyar nemzetközi labdarúgó-játékvezető.

## Pályafutása

### Nemzeti játékvezetés
A játékvezetői vizsgát megszerezve a Budapesti Labdarúgó Alszövetség (BLASZ) keretében szerezte meg a szükséges tapasztalatokat. A második világháború befejeződését követően, 1945-től országos bíró. Az aktív játékvezetéstől 1958-ban, megromlott egészségi állapota miatt vonult vissza.
NB. I-es mérkőzéseinek száma játékvezetőként: 133[forrás?]

### Nemzetközi játékvezetés
A Magyar Labdarúgó-szövetség (MLSZ) Játékvezető Bizottsága (JB) 1949-ben terjesztette fel nemzetközi játékvezetőnek, a Nemzetközi Labdarúgó-szövetség (FIFA) bíróinak keretébe. Több válogatott és nemzetközi klubmérkőzést vezetett vagy partbíróként segítette társát. Az aktív nemzetközi játékvezetéstől 1958-ban búcsúzott.

#### Nemzetközi kupamérkőzések

##### Bajnokcsapatok Ligája
Az 1955/1956-os évadban az UEFA JB megbízásából bírói szolgálatot teljesített.
| Időpont           | Helyszín             | Mérkőzés típusa         | Mérkőzés                | Eredmény | Nézők száma |
| ----------------- | -------------------- | ----------------------- | ----------------------- | -------- | ----------- |
| 1955. október 12. | JNA Stadion, Belgrád | selejtező (1. mérkőzés) | FK Partizan–Sporting CP | 5 : 2    | 15 000      |

## Sportvezetőként
Pályafutását befejezve az MLSZ JT Ellenőrző Bizottság  tagjaként tevékenykedett.

## Külső hivatkozások
- Dankó György. World Referee. [2016. szeptember 10-i dátummal az eredetiből archiválva]. (Hozzáférés: 2012. március 16.)
- Dankó György. footballzz.com. (Hozzáférés: 2012. március 16.)
- Dankó György. eu-football.info. (Hozzáférés: 2012. március 16.)